# Niedanowo
Niedanowo (niem. Niedenau) – wieś w Polsce położona w województwie warmińsko-mazurskim, w powiecie nidzickim, w gminie Kozłowo. W latach 1975–1998 miejscowość administracyjnie należała do województwa olsztyńskiego.
W pobliżu wsi znajduje się wielki kurhan, zbadany archeologicznie w latach 70. XX wieku.

## Historia
Wieś lokowana w 1383 r. na prawie chełmińskim na 40 łanach. Szkołę założono w pierwszej połowie XVIII w. W 1818 r. w Niedanowie było 17 domów z 101 mieszkańcami. W 1858 r. więc obejmowała 2609 morgów ziemi. W 1871 r. było tu 35 domów i 308 mieszkańców. W tym czasie na 287 ewangelików przypadało 21 katolików. W 1890 r. było 30 domów i 165 osób. W 1939 r. w Niedanowie mieszkało 260 osób.